# Joe Andruzzi
Joe Andruzzi (Brooklyn, Nova Iorque, 23 de agosto de 1975)  é um jogador profissional de futebol americano estadunidense que foi campeão da temporada de 2001 da National Football League jogando pelo New England Patriots.